# Piotr Opaczewski
Piotr Opaczewski (ur. 3 grudnia 1978 w Elblągu) – polski polityk, dziennikarz i przedsiębiorca, w latach 2021–2023 drugi wicewojewoda warmińsko-mazurski.

## Życiorys
Ukończył II LO im. Kazimierza Jagiellończyka w Elblągu oraz studia politologiczne na Uniwersytecie Gdańskim. Pracował jako dziennikarz, m.in. w redakcjach Polskiego Radia Olsztyn i „Gazety Wyborczej”. Zajął się prowadzeniem własnej działalności gospodarczej, został wspólnikiem przedsiębiorstwa z branży oświetleniowej. Założył także Klub Sportowy Olimpia 2004 oraz Kobiecy Klub Sportowy Hanza Elbląg.
Był działaczem Platformy Obywatelskiej. Później zaangażował się w działalność Stowarzyszenia „Republikanie”, został jego szefem w województwie warmińsko-mazurskim. Wraz z jego aktywistami działał przez kilka miesięcy (do lata 2014) w Polsce Razem, gdzie był pełnomocnikiem na Elbląg. W październiku 2017 złożył wniosek o rejestrację Partii Republikańskiej (w kontrze do ugrupowania Anny Siarkowskiej o tej samej nazwie), którą zarejestrowano w styczniu 2021. W listopadzie 2017 wraz z „Republikanami” powrócił do formacji Jarosława Gowina, współtworząc powstałe z przekształcenia Polski Razem Porozumienie. Kierował jego okręgowymi strukturami. Po rozłamie w tej partii w 2021 założona przezeń Partia Republikańska została (podobnie jak wcześniej Porozumienie) koalicjantem Prawa i Sprawiedliwości, a on sam zasiadł w jej zarządzie.
Kandydował bez powodzenia do rady miejskiej Elbląga w 2006 (z ramienia PO) i 2014 (z listy lokalnego komitetu EKO) oraz do Sejmu w 2015 (z ramienia komitetu Kukiz’15). W 2018 wybrano go do rady miejskiej Elbląga z listy PiS. 25 listopada 2021 powołany na stanowisko drugiego wicewojewody warmińsko-mazurskiego, odpowiedzialnego za sprawy zdrowia i obywatelskie. Urząd ten sprawował do grudnia 2023. W 2024 powrócił do elbląskiej rady miejskiej z listy PiS.